# ولکه مزیریتشی
ولکه مزیریتشی (به چکی: Velké Meziříčí) یک منطقهٔ مسکونی و شهرستان دارای شهرک سابقاً روستا در جمهوری چک است که در شهرستان ژدار ناد سازاوو واقع شده است. ولکه مزیریتشی ۱۱٬۵۴۳ نفر جمعیت دارد.

## خواهرخوانده
شهر ونسبرو مونیکیپلیتی خواهرخواندهٔ ولکه مزیریتشی هست.